# Prix littéraire Mexique-Québec
Le prix littéraire Mexique-Québec est créé en 2003.
Il vise à développer des ponts culturels entre les auteurs et les éditeurs du Québec et du Mexique. Le prix est attribué simultanément à un auteur québécois et à un auteur mexicain. 
Ce prix ne semble pas avoir été attribué à une autre reprise qu'en 2003[Quoi ?].

## Lauréats
- 2003: Sergio Kokis - Gustavo Sainz (ex aequo)